# Daryl Homer
Daryl Homer, född 16 juli 1990 i Saint Thomas, Amerikanska Jungfruöarna, är en amerikansk fäktare.
Homer blev olympisk silvermedaljör i sabel vid sommarspelen 2016 i Rio de Janeiro.